# Farnay
Farnay é uma comuna francesa na região administrativa de Auvérnia-Ródano-Alpes, no departamento de Loire. Estende-se por uma área de 7,93 km². Em 2010 a comuna tinha 1 413 habitantes (densidade: 178,2 hab./km²).